# Verruga plantar

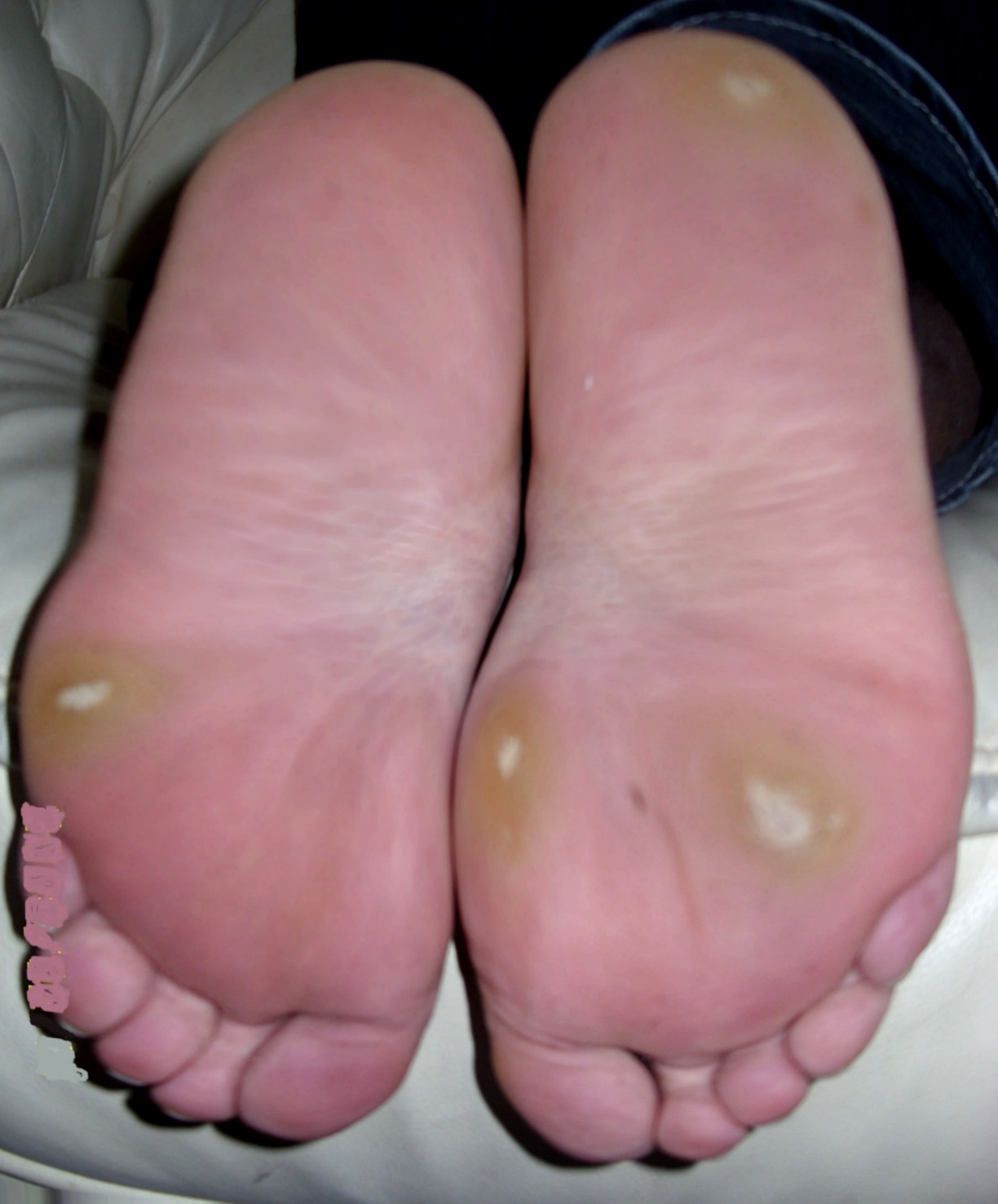
Verrugas profundas e dolorosas nas solas dos pés

Uma verruga plantar é qualquer verruga que ocorra nos dedos ou na planta do pé. A cor é geralmente semelhante à cor da pele. Em muitos casos aparecem na superfície da verruga pequenos pontos pretos. É comum a ocorrência de várias verrugas na mesma região. A dor causada pela pressão pode fazer com que seja difícil caminhar.
As verrugas são causadas pelo vírus do papiloma humano (VPH). Para que haja uma infeção é necessário que haja uma lesão na pele. Entre os fatores de risco estão a utilização de balneários públicos, antecedentes de verrugas e comprometimento do sistema imunitário. O diagnóstico é baseado em sintomas.
Só é necessário tratamento se as verrugas causarem sintomas ou desconforto. Entre as opções de tratamento estão o uso de ácido salicílico, crioterapia ou remoção cirúrgica. Antes de iniciar o tratamento, geralmente é necessário remover a pele por cima da lesão. Em cerca de 1/3 a 2/3 dos casos, as verrugas desaparecem sem tratamento específico no prazo de dois anos. As verrugas plantares são uma condição bastante comum. A condição é mais frequente entre crianças e jovens adultos.